# Manuel Cantero de San Vicente
Manuel Cantero de San Vicente (Madrid, 21 de setembre de 1804 - 6 de desembre de 1876) fou un polític espanyol, ministre d'Hisenda durant el regnat d'Isabel II d'Espanya i governador del Banc d'Espanya.

## Biografia
Va ocupar un escó a les Corts Espanyoles per Madrid i per Valladolid el 1836, 1839, 1840, 1841, 1843, i per Sevilla el 1846 i 1854. També va ser Ministre d'Hisenda entre novembre i desembre de 1843, juliol de 1854 (abans de l'arribada d'Espartero) o entre juliol i setembre de 1856. També el nomenaren senador vitalici el 1851.
Va donar suport la revolució de 1868 i fou membre de la Junta Superior Revolucionària. Fou elegit diputat per Xàtiva a les eleccions generals espanyoles de 1869 i senador per la província d'Osca el 1872 i el 1876. Fou nomenat governador del Banc d'Espanya d'octubre de 1868 fins a la seva mort desembre de 1876.